# Saint-Simon-les-Mines
| Saint-Simon-les-Mines         |                            |
| N1000300392 30007000 6407.jpg |                            |
| Coordenadas: 46º13'N, 70º41'O |                            |
| Província                     | Quebec                     |
| Região administrativa         | Chaudière-Appalaches       |
| Incorporado em                | 1 de Junho de 1950         |
| Prefeito                      | Martin Busque              |
| Código postal                 | 29125                      |
|                               |                            |
| Área                          |                            |
| - Cidade                      | 44,8 km², 18 mi²           |
| Fuso horário                  | UTC -5                     |
| População (2006)              |                            |
| - Cidade                      | 460                        |
| - Densidade                   | 10,2 hab/km², 25,5 hab/mi² |

Saint-Simon-les-Mines é um município canadense do Conselho Municipal Regional de Beauce-Sartigan em Quebec, localizado na região administrativa de Chaudière-Appalaches.